# Шеф Адам Джонс
«Шеф Адам Джонс» (англ. Burnt; дословно — «Сгоревший», «Спалившийся») — американский драматический фильм 2015 года, режиссёра Джона Уэллса.
Премьера состоялась 30 октября 2015 года.

## Сюжет
Три года назад Адам Джонс работал шеф-поваром в одном из лучших ресторанов Парижа, который принадлежал его наставнику Жану-Люку. Употребление наркотиков и маниакальное стремление к совершенству заставили его расстаться с рестораном и некоторыми друзьями. Отказавшись от наркотиков, он стал работать в баре, где вытаскивает устриц из раковин. Некоторое время спустя он решает приехать в Лондон с планом возвратить себе прежнюю славу, собрать свою команду и получить третью[уточнить] звезду Мишлен.
В Лондоне Адам встречается с давним знакомым Тони Балерди, ныне владельцем ресторана «The Langham Hotel». Далее Адам оценивает работу су-шефа Хелен и готов предложить ей работу своего помощника, но она наслышана о сложном характера Адама и отказывается.
Адам встречает своего парижского знакомого Мишеля, с которым он не очень хорошо расстался. После перепалки они мирятся и Мишель принимает предложение о работе.
Адам договаривается со знакомым ресторанным критиком Симон, получает благосклонную рецензию и — карт-бланш от Жан-Люка: «The Langham Hotel» необходима полная реновация, переоборудование и ребрендинг. Руководство заведения согласно, только Адаму необходимо еженедельно проходить тесты на употребление наркотиков. Хелен в итоге тоже соглашается на должность су-шефа.
Вечер открытия обновленного «The Langham Hotel» проходит неудачно, рецензии негативны и Адам обвиняет Хелен в некомпетентности. Они ссорятся, но благодаря Тони, находят общий язык. Постепенно тон отзывов о кухне ресторана теплеет. Однако, Адам требует полной самоотдачи от подчиненных и не позволяет расслабиться ни на секунду. Посетитель должен «получить кулинарный оргазм», объясняет он сотрудникам свою цель.
Хелен просит отпустить её на день рождения дочери, но шеф-повар не разрешает ей уйти. Адам держится несколько высокомерно и дистанцируется от подчиненных, не делит с ними трапезу в обеденное время, запираясь в своем кабинете.
Каждый вечер сотрудники ресторана ждут посещения заведения критиками «Мишлен» (которые обычно маскируются под обычных посетителей), Адам тщательно планирует их возможный визит. Однажды, двое посетителей, очень похожих по описанию на критиков, заказывают блюдо из меню. Вся кухня работает с полной самоотдачей, казалось, что учтена каждая мелочь. Но все заканчивается страшной неудачей. Блюдо со скандалом возвращается на кухню. Как оказалось Мишель не расстался с идеей отомстить Адаму и подсыпал в тарелку кайенского перца, прямо перед подачей на стол.
Адам переживает провал. Срывается в запой, совершает попытку самоубийства. Владелец ресторана Тони, появившись вовремя, спасает героя, оказывается, посетители были самыми обычными. Катастрофы не случилось. Адам возвращается к работе.
Между ним и Хелен начинается роман.
Адам пересматривает поведение и цели — он смягчает уровень требований и больше прислушивается к сотрудникам.
В один из дней ресторан посещают мишленовские критики, но Адам остается совершенно спокойным. «Работаем в обычном режиме» — говорит он своим поварам.
В финале мы узнаем, что Адам все таки получил свою третью звезду Мишлен, после чего он присоединяется к своей команде во время обеда.

## В ролях
| Актёр             | Роль             |
| ----------------- | ---------------- |
| Брэдли Купер      | Адам Джонс       |
| Сиенна Миллер     | Элен             |
| Омар Си           | Мишель           |
| Даниэль Брюль     | Тони Балерди     |
| Риккардо Скамарчо | Макс             |
| Сэм Кили          | Дэвид            |
| Алисия Викандер   | Анна Мари        |
| Мэттью Риз        | Монтгомери Риз   |
| Ума Турман        | Симон            |
| Эмма Томпсон      | доктор Росшильде |
| Лили Джеймс       | Сара             |
| Сара Грин         | Кейтлин          |

## Производство
В 2013 году Джон Уэллс был выбран на роль режиссёра кулинарного фильма, позже получившем название «Шеф Адам Джонс». В то же время Брэдли Купер подписал контракт на роль шеф повара Адама Джонса. В июне 2014 года Сиенна Миллер была выбрана на ведущую роль. В июле 2014 года к актёрскому составу присоединились Омар Си, Эмма Томпсон, Даниэль Брюль, Алисия Викандер, Лили Джеймс, Ума Турман и Джейми Дорнан, сцены с которым позже были вырезаны из фильма. 7 августа Мэттью Риз был выбран на роль Риза, соперника Джонса.

### Съёмки
Основные съёмки начались 23 июля 2014 года в Новом Орлеане, штат Луизиана и продолжались в течение двух недель.

## Музыка
| №   | Название                         | Длительность |
| --- | -------------------------------- | ------------ |
| 1.  | «Fire»                           | 3:17         |
| 2.  | «It Serves Your Right to Suffer» | 3:25         |
| 3.  | «Dream»                          | 4:38         |
| 4.  | «Fade Out Lines»                 | 3:14         |
| 5.  | «Love Like This»                 | 4:10         |
| 6.  | «Adam Arrives to London»         | 1:41         |
| 7.  | «Cooking for Simone»             | 2:54         |
| 8.  | «Birthday Cake»                  | 2:43         |
| 9.  | «The Next Menu»                  | 2:02         |
| 10. | «Ode to a Sous Vide»             | 0:25         |

| №   | Название                 | Длительность |
| --- | ------------------------ | ------------ |
| 1.  | «Adam Arrives to London» | 1:41         |
| 2.  | «Finding the Team»       | 1:03         |
| 3.  | «Ingredients»            | 1:36         |
| 4.  | «Cooking for Simone»     | 2:55         |
| 5.  | «Presentation»           | 0:60         |
| 6.  | «First Service»          | 1:57         |
| 7.  | «Preparation»            | 3:15         |
| 8.  | «The Next Menu»          | 2:02         |
| 9.  | «Persistence»            | 2:34         |
| 10. | «Quality»                | 1:37         |
| 11. | «11 Soft Center»         | 2:45         |
| 12. | «Adam's List»            | 1:39         |
| 13. | «Chef De Partie»         | 1:21         |
| 14. | «For Paris»              | 1:38         |
| 15. | «Yes, Chef»              | 2:38         |
| 16. | «We Do What We Do»       | 1:44         |

| №  | Название               | Длительность |
| -- | ---------------------- | ------------ |
| 1. | «Dream (Original Mix)» | 4:40         |
| 2. | «Carpathian Ridge»     | 1:35         |
| 3. | «Walk in The Trees»    | 2:31         |
| 4. | «A Picture of You»     | 2:13         |

## Релиз
Фильм первоначально должен был выйти 2 октября 2015 года, но в июле, компания The Weinstein Company перенесла премьеру на 23 октября. У компании были планы выпустить фильм в ограниченном выпуске, но позже они отказались от этой идеи.

## Критика
Фильм получил смешанные отзывы кинокритиков, которые высоко оценили игру Купера, но высмеяли сценарий. На сайте Rotten Tomatoes фильм имеет рейтинг 28 % на основе 159 рецензий со средним баллом 4,9 из 10. На сайте Metacritic фильм имеет оценку 42 из 100 на основе 28 рецензий критиков, что соответствует статусу «смешанные или средние отзывы». На сайте CinemaScore зрители дали фильму оценку B-, по шкале от A+ до F.